# Hereford United FC
A Hereford United Football Club egy 2014-ben megszűnt, egykori profi angol labdarúgóklub Hereford városából. A csapat 2014-ben bekövetkezett pénzügyi problémái a klub eladósodottságához vezettek. 2014. december 19-én a helyi szurkolói csoport támogatásának köszönhetően megalakult Hereford FC egyesülete nem számít jogutódjuknak.

## Stadion
A Hereford United 1924-től kezdve az Edgar Street-i stadionban játszotta mérkőzéseit.

## Szurkolók
A Hereford United  a legnagyobb szurkolótáborral rendelkező klubok egyike volt a League Two résztvevői között.

### Hazai látogatottság
1972 és 1977 között, a klub felemelkedése alatt a másodosztályban a hazai látogatók száma majdnem elérte 8 000-es átlaglátogatást. A látogatás 3 000 alá esett az 1980-as évek folyamán.

## Klub himnusz
A klub hivatalos himnuszát a Hereford United (We All Love You), minden mérkőzés előtt és után elénekelték a szurkolók. A dal háromszor volt átírva: 1979-ben, 2002-ben és 2006-ban.

## Riválisok
A Herefordnak  sok riválisa volt történelme során. A klub Southern League korszakában, a Worcester City volt a legnagyobb  versenytársa. A Cardiff Cityvel és a Newport Countyval az 1970-es és 1980-as években volt nagy rivalizálás. A utolsó Conference liga korszakban a klub riválisai a Kidderminster Harriers, a Cheltenham Town és a Shrewsbury Town; az utóbbi klub ellen volt a legnagyobb versengés.

## Jelentős játékosok
| - Mike Bailey - Ken Brown - Steve Bull - Edwin Holliday - Joe Johnson - Eric Keen - Terry Paine - Bill Perry - Kentoine Jennings - Meshach Wade - Tony Capaldi - Robbie Dennison - Michael Ingham - Mika Kottila | - Bruno N'Gotty - Stephen Gleeson - Jimmy Higgins - Kevin Sheedy - Trevor Benjamin - Adam Musiał - Wayne Dyer - Ade Akinbiyi - Jonathan Gould - Jim Blyth - Bryn Allen - John Charles - Ray Daniel - Nick Deacy | - Brian Evans - Roy Evans - Roger Freestone - Ryan Green - Ron Hewitt - Billy Hughes - Steve Lowndes - Paul Parry - Derek Showers - Derek Sullivan - Dai Thomas - Nigel Vaughan - Gavin Williams - Kovács János |

## Klubrekordok
- Az 1976-77-es szezonban első helyen végzett a harmadik vonalban, így történetük során első és egyben utolsó alkalommal vehettek részt a másodosztály küzdelmeiben.
- Hereford az utolsó angol klub amely elnyerte a Welsh Cupot, amit 1990-ben értek el.
- John Layton, Sr. a legtöbbet pályára lépő játékos rekordot 1946 és 1964 között állította föl, 549 mérkőzésen játszott. Utóbbi időkben az egyetlen játékos aki megközelítette a rekordot Mel Pejic volt, ő 523 meccsen játszott.

## Sikerei
- Second Division (ma Championship): legjobb szezon: 22. hely (1976-77)
- Third Division (ma League One): Győztes (1975-76)
- Fourth Division (ma League Two): Feljuó helyezés (1972-73), Harmadik hely (2007-08), Rájátszás (1995-96)
- Conference National (ma National League): Feljutó helyezés (2003-04, 2004-05, 2005-06), Rájátszás győztes (2005-06)
- Southern League: Feljutó helyezés (1945-46, 1950-51, 1971-72)
- FA Cup: Negyedik kör (1971-72, 1973-74, 1976-77, 1981-82, 1989-90, 1991-92, 2007-08)
- Welsh Cup: Győztes (1989-90), Runners-Up (1967-68, 1975-76, 1980-81)
- Southern League Cup: Győztes(1951-52, 1956-57, 1958-59)

## Külső hivatkozások
- herefordunited.co.uk
- herefordtimes.com